# Cultura apenínica
La cultura apenínica és una cultura prehistòrica que se situa geogràficament al centre de la península Itàlica. Cronològicament coincideix amb l'edat del bronze, i es desenvolupa principalment entre els anys 1800 i 1050 ae.
La gent de la cultura apenínica es dedicava al pasturatge alpí; portava el bestiar als prats i boscos de les muntanyes centrals d'Itàlia. Vivien en petits llogarets, situats en llocs defensables. Durant l'estiu, muntaven campaments temporals, o vivien en coves i abrics rocosos, prop de les pastures. El seu entorn no es limitava necessàriament a la muntanya; la seua ceràmica s'ha trobat al Capitoli de Roma i en illes com Lipari i Ischia.
La ceràmica és brunyida, incisa amb espirals, meandres, i zones geomètriques, plenes de punts i guionets transversals. A Isquia s'ha trobat una associació amb els períodes hel·làdics LHII i LHIII, i a Lipari, amb LHIIIA, que es remunten a l'edat del bronze tardà, com la definida a Grècia i a l'Egeu.